# إن أوبونتو
إن أوبونتو (بالإنجليزية: nUbuntu)‏ هي توزيعة لينكس مبنية على Ubuntu في هذه التوزيعة تم حذف جميع البرامج غير الهامة وتم إضافة أدوات تخص الأمن، تأتي هذه التوزيعة مع مدير النوافذ Fluxbox والحرف n في اسمها يعني Network (شبكة)

## وصلات خارجية
- الموقع الرسمي : http://www.nubuntu.org/